# Tour du Brandon
Pour les articles homonymes, voir Brandon.
La tour du Brandon est l'unique vestige d'une ancienne forteresse située à Athée-sur-Cher, dans le département d'Indre-et-Loire. Elle est inscrite au titre des monuments historiques depuis le 16 décembre 1936.

## Localisation
La tour se situe à 5 km au sud-ouest du centre-bourg d'Athée-sur-Cher et à quelques centaines de mètres à l'ouest de la D45 reliant Athée-sur-Cher à Truyes
.

## Historique
L'origine de cette tour est très mal connue.
Elle est implantée sur un site habité par l'homme depuis longtemps. On a trouvé à proximité des silex du Paléolithique (Moustérien et Acheuléen) ; des monnaies d'Antonin le Pieux, Marc Aurèle et Commode ont également été découvertes sur le même site : ce sont peut-être ces dernières découvertes qui ont amené certains auteurs à identifier cette tour à une mansio.
On a aussi voulu en faire une forteresse construite par Foulques Nerra pour contrôler la Touraine aux abords de Tours alors aux mains de son ennemi Eudes II de Blois, mais la datation trop récente de l'édifice (voir ci-dessous) dément cette hypothèse.
D'origine médiévale, construite au XIIe siècle, la tour du Brandon occupait le centre d’une enceinte fortifiée de 5 000 m2 environ. Elle formait une châtellenie rattachée à Montbazon, défendue par une muraille et des douves. La muraille a disparu (sauf quelques segments inclus dans les murs d’habitations modernes) ainsi que l’unique porte, flanquée de deux tourelles, qui s’ouvrait à l’ouest ; Les douves qui la protégeaient ont été comblées, mais leur emplacement est encore discernable ; un réseau de galeries aujourd'hui murées s’étendait sous la forteresse. On ignore à quelle époque tous les bâtiments, hormis la tour, ont été démolis, mais la muraille existait encore en 1583, ayant semble-t-il perdu son couronnement auparavant, lors d'une attaque des Anglais.
La tour du Brandon faisait peut-être partir d'un dispositif d'observation avancé, à moins qu'elle ne soit intégrée à un poste de ravitaillement.
Elle fait l'objet d'une inscription au titre des monuments historiques le 16 décembre 1936.

## Caractéristiques
La tour du Brandon est au XXIe siècle haute de 19 m environ. Parfaitement cylindrique, d’un diamètre extérieur à la base de 12,60 m, pour des murs épais de 2,35 m construits en moellons de meulière liés au mortier, elle comporte dans sa configuration moderne un rez-de-chaussée et deux étages non voûtés, le second éclairé par quatre fenêtres, percées bien après la construction de la tour. De même, la porte qui permet de pénétrer dans l'édifice n'est pas contemporaine de sa construction ; l'accès à la tour se faisait probablement par le réseau de galeries souterraines.
Une tradition rapporte qu'une galerie permettait de relier la tour du Brandon au village d'Esvres, distant de 7 km ; cette tradition n'a pas été, à ce jour, vérifiée.

## Pour en savoir plus